# Aucuba filicauda
Aucuba filicauda är en garryaväxtart som beskrevs av Woon Young Chun och Foon Chew How. Aucuba filicauda ingår i släktet aukubor, och familjen garryaväxter.

## Underarter
Arten delas in i följande underarter:
- A. f. filicauda
- A. f. pauciflora